# Geonim
Gheonim (în ebraică: גאונים) au fost conducătorii celor două mari academii talmudice (ieșiva) din Sura și  Pumbedita, în Babilonia, și care au fost acceptați, în general, drept conducători spirituali ai comunităților evreiești la nivel mondial, în epoca medievală timpurie, în contrast cu Resh Galuta (Exilarch), care deținea autoritatea laică asupra evreilor în ținuturile islamice.
Gheonim este pluralul cuvântului גאון (Gaon "), care înseamnă" mândrie "sau" splendoare" în ebraica biblică și din anii 1800 are, ca analogie cu termenul latin „genius” înțelesul de  "geniu ", ca și în ebraica modernă. Ca titlu al unui conducător de academie talmudică babiloniană titlul de Gaon avea o conotație în genul "Eminența sa."
Gheonimii au jucat un rol important și decisiv în transmiterea și predarea  Torei și a dreptului iudaic. Ei au predat Talmudul și au luat decizii cu privire la aspectele, despre care nu se pronunțase încă nici o hotărâre în timpul perioadei talmudice.
Perioada  Gheonimilor a început în 589 (în calendarul ebraic anul 4349), după cea a Sevoraimilor, și s-a încheiat în 1038 (în calendarul ebraic anul 4798). Primul Gaon din Sura, conform lui Sherira Gaon, a fost Rav Mar Mar, care a preluat oficiul in 609. Ultimul Gaon din Sura a fost Shmuel ben Ḥofni, care a murit în 1034. Ultimul Gaon din Pumbedita a fost Iehezekia Gaon, care a fost torturat până la moarte în 1040; prin urmare, activitatea Gheonimilor acoperă o perioadă de aproape 450 de ani.